# Хронос (фильм, 1993)
«Хронос» — фильм ужасов Гильермо дель Торо 1993 года.

## В ролях
- Рон Перлман — Анхель де ла Гуардия
- Федерико Луппи — Хесус Грис
- Клаудио Брук — де ла Гуардия
- Маргарита Исабель — Мерседес
- Даниель Хименес Качо — Тито
- Хорхе Мартинес де Ойос — Рассказчик

## Сюжет
В 1536 году гениальный алхимик создает «Хронос» — магическое устройство, дарующее бессмертие. Но вечная жизнь возможна при одном условии — владелец «Хроноса» должен питаться свежей человеческой кровью. Алхимик прожил 400 лет, но трагическая случайность оборвала его жизнь. «Хронос» попадает к новому хозяину, но не только он один желает обрести бессмертие.

## Премии
- Приз критиков международного фестиваля в Каннах
- «Серебряный ворон» фестиваля фильмов фэнтази в Брюсселе
- 3 премии международного фестиваля в Порто
- Приз международного фестиваля фантастических фильмов в Ситжесе